# Архипелаг Императрицы Евгении
Архипелаг Императрицы Евгении — гряда островов в заливе Петра Великого Японского моря. Архипелаг состоит из пяти крупных островов (Русский, Попова, Рикорда, Рейнеке, Шкота) и пары десятков более мелких островков, таких как острова Елены и Уши, и скал (кекуров). Самым крупным является остров Русский, который занимает две трети всей площади архипелага. Административно острова входят в состав города Владивостока. Население на 2005 год составляло 6810 человек. Наибольшая высота — 291,2 метра, сопка Русская на острове Русском.

## История
Вследствие самоизоляции Японии и закрытости Японского моря залив Петра Великого долго оставался неизвестным европейцам. В 1851 году в бухте Посьет зимовало французское китобойное судно. В 1852 году Франция направила к берегам юга Приморья фрегат «Каприсьёз» под командованием Гастона де Рокемореля. Он побывал в заливе. Тогда же архипелаг был назван островами Императрицы Евгении — по имени французской императрицы Евгении. В 1854 году Франция выпустила географическую карту с этим названием.
В 1858 году архипелаг впервые был осмотрен русскими моряками пароходо-корвета «Америка» под командованием Е. В. Путятина. В 1859 году был частично обследован и описан экипажами клипера «Стрелок» и пароходо-корвета «Америка». В том же 1859 году была издана первая русская карта залива Петра Великого с частично нанесёнными на ней островами.
В 1862 году архипелаг был подробно обследован экспедицией подполковника корпуса флотских штурманов Василия Матвеевича Бабкина, тогда же и получили современные названия почти все острова архипелага. В 1865 году была издана полная карта залива Петра Великого, на которой архипелаг был обозначен полностью.
Со второй трети XX века название архипелага не упоминалось на географических картах России. В лоции залива Петра Великого 1984 года издания острова́ Попова, Рейнеке, Рикорда и другие называются «островами, расположенными южнее острова Русский». В реестре международных географических названий эти острова названы архипелагом Евгении (Arkhipelag Yevgenii).

## Галерея

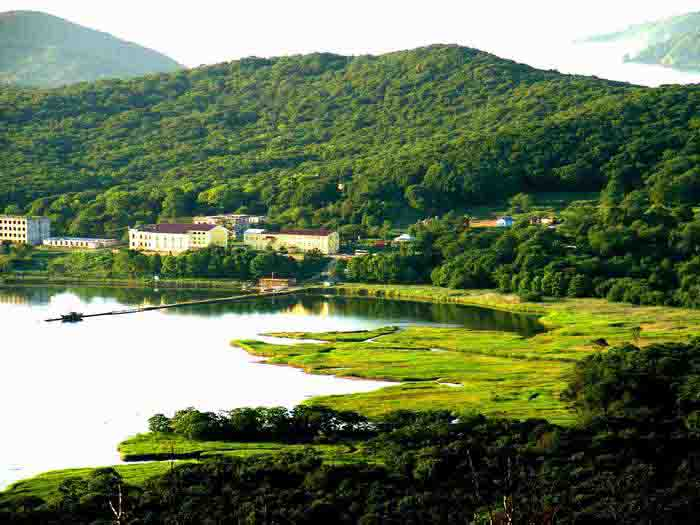
Остров Русский
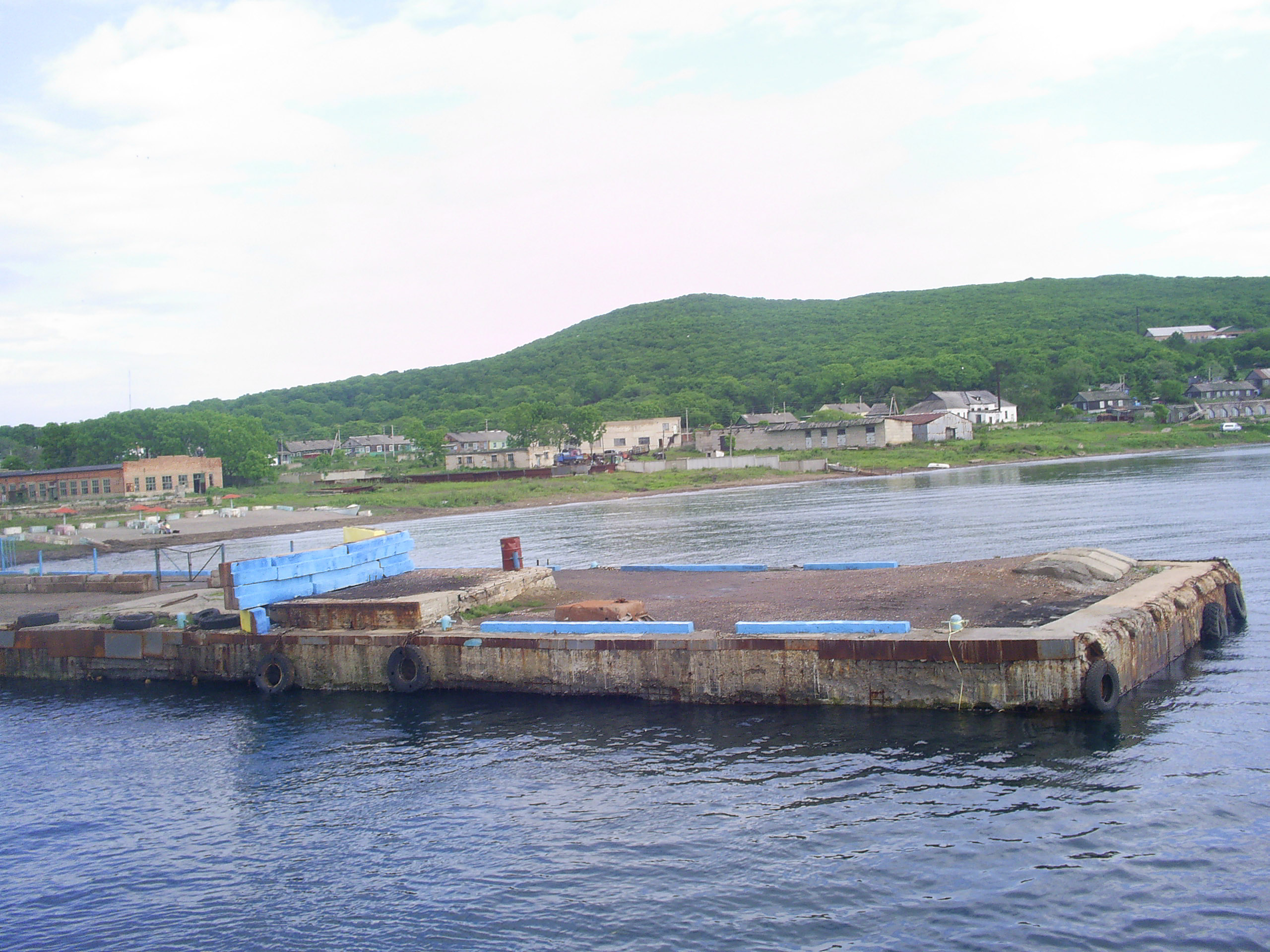
Остров Попова
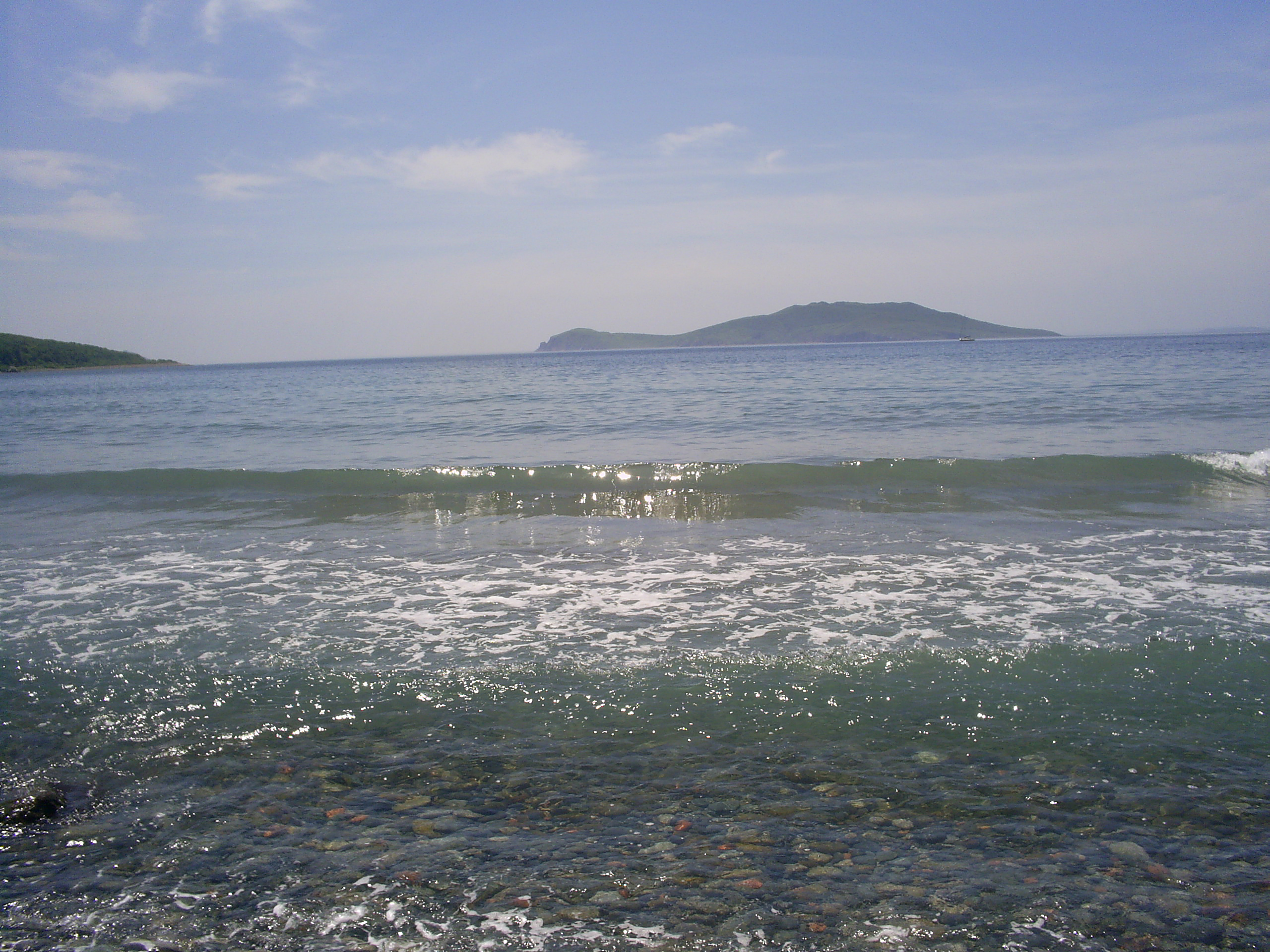
Остров Рикорда
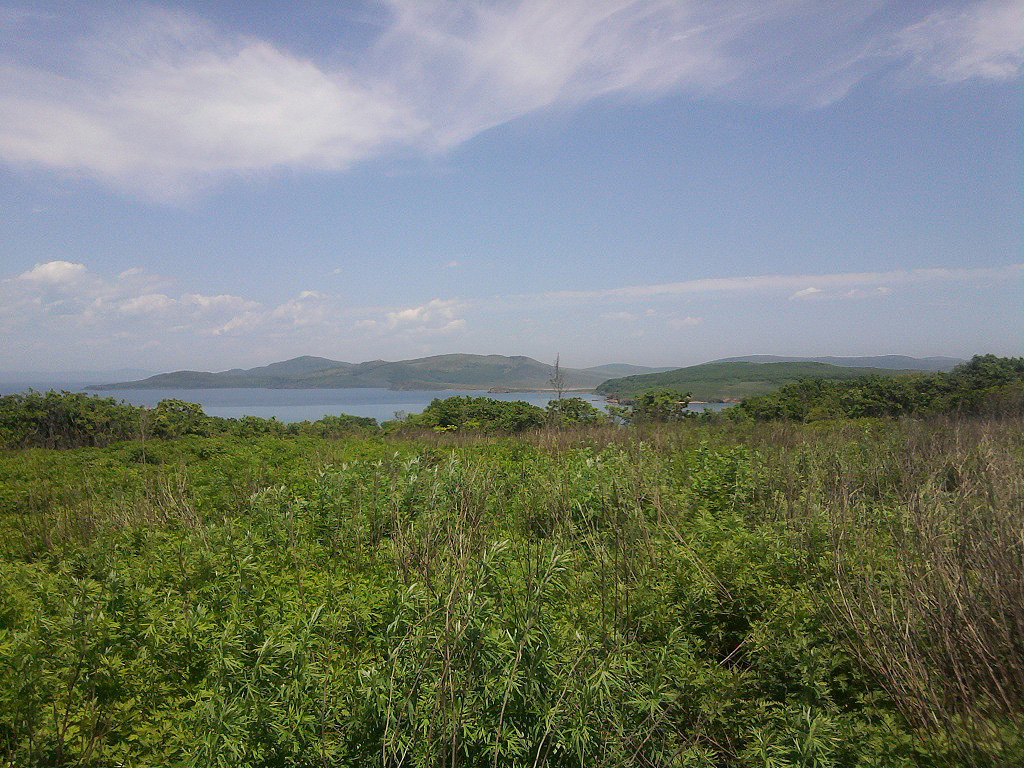
Остров Рейнеке